# Paula Cons
Paula Cons Varela (La Coruña, 1976) es una periodista, guionista, documentalista, directora de cine y productora española. Es productora ejecutiva y directora de contenidos de Agallas Films.

## Biografía
Nació en La Coruña, pero sus antecedentes familiares tanto por parte paterna como materna la vinculan a Pontevedra. Se licenció en periodismo en la facultad de periodismo de Santiago de Compostela (1994-1998).
Inició su carrera en el periodismo deportivo e informativo en Radio Nacional de España y después pasó a televisión con Desde Galicia para el mundo de La 2 y al Canal Internacional de TVE, donde permaneció ocho años. De1998 a 2004 trabajó como redactora de exteriores y guionista en Pórtico de Comunicaciones. Su siguiente paso fue trasladarse a Madrid. Allí con Cuatro TV realizó reportajes de contenido social, con Equipo 1, Caiga quien caiga en la sección "Proteste ya" y en Antena 3 coordinando la redacción del programa El método Gonzo (2008).
En 2004 fue su año de entrada en la ficción tras ganar el Concurso Interación de Guion Camiño do Xacobeo con Ideas peregrinas, un proyecto que se convirtió en una miniserie para la productora CTV.
Después, desde Continental Producciones, desarrolló una tv movie, Eduardo Barreiros, el Henry Ford español.
En 2009 fue cofundadora de Agallas Films, una productora gallega que se reclama «con la voluntad de traspasar fronteras, pegados a la realidad, con las mujeres en primer plano y dando oportunidad a nuevos realizadores».
Por otra parte, desde septiembre de 2008 hasta junio de 2012 trabajó como directora de contenidos en Continental Producciones, realizando entre otros trabajos la producción ejecutiva de la tvmovie Eduardo Barreiros, el Henry Ford Español (2011) premio platino en el Worldfest de Houston, premio Mestre Mateo a la mejor película de televisión, seleccionada para la sección oficial del festival Internacional Zoom de Igualada.
Su siguiente proyecto fue la película Lobos sucios (2015), de la que fue coguionista, directora de contenidos, y productora ejecutiva. La historia surge de la investigación sobre la batalla del wolframio que libraron los Aliados contra España durante la Segunda Guerra Mundial, centrada en un mineral estratégico, el wolframio, que el régimen franquista permitió extraer a los nazis para su armamento.  Posteriormente dirigió y fue productora ejecutiva del documental sobre el mismo tema La batalla desconocida (2017) premiado como Mejor Documental en Festival de Cine y televisión del Reino de León, Premio Mestre Mateo de la Academia gallega del Audiovisual al Mejor Documental, Premio CREA a la mejor dirección de Documental, SEMINCI sección DocEspaña, Festival de Cine Español de Nantes, Festival de Cine Político de Buenos Aires, Festival Internacional de Cerdanya, Rural Film Fest.
En 2013-2014 trabajó como responsable de marketing y comunicación en Atlántica Media AIE y de junio de 2015 a 2016 fue directora del programa de televisión Cuestions persoais, con Agalla Films TVG.
En 2018 dirigió con Agalla Films el docudrama O Caso Diana Quer. 500 días sobre las investigaciones policiales que llevaron a la resolución del caso Diana Quer.
En enero de 2018 fue seleccionada en V Laboratorio de Creación de Series de la SGAE. El Laboratorio se desarrolló con la supervisión del guionista Javier Olivares quien presidió el jurado que seleccionó a Paula con su proyecto de serie Oro negro, un western gallego, producción de Agalla Films (Paula Cons / CIMA) que en noviembre de 2019 se anunció había sido seleccionado para viajar a la International Drama Summit de Content, Londres, en busca de socios internacionales. Oro negro cuenta, ha explicado Paula, cómo durante la Segunda Guerra Mundial los nazis desembarcaron en Galicia para extraer volframio, un mineral necesario para fabricar armas que en ese momento solamente se podía encontrar en Galicia y en el norte de Portugal. «Esto provocó que muchos pueblos pequeños que estaban saliendo de la posguerra española renacieran de alguna manera y se llenaran de dinero, es una situación que se puede comparar a la fiebre del oro de California con todos los personajes que implica: prostitutas, aventureros, espías de un bando y de otro y por supuesto tiros a cualquier hora del día», comentó Paula Cons.

### La isla de las mentiras
En 2019 rodó su primer largometraje como directora, La isla de las mentiras, del que también fue guionista. A causa de la pandemia del coronavirus la película se estrenó en la plataforma Filmin en julio de 2020 y fue la más vista en la plataforma durante el fin de semana del estreno.
Además de las actrices protagonistas, Nerea Barros, Victoria Teijeiro y Ana Oca, gran parte del equipo técnico de la película es femenino. «Es importante que las mujeres apostemos por nosotras mismas [aseguró Paula]. Y lo hemos conseguido recurriendo a las mejores de cada especialidad. Porque hay mujeres muy potentes en el cine español.»  «Podía haber hecho un drama pero me pareció muy interesante crear "un thriller de señoras con pañuelo", con el que homenajear a nuestras abuelas de jóvenes. Porque fueron mucho más superheroínas que cualquiera de Marvel o DC. Tenían un poder y una fuerza que ya quisiéramos nosotros.»
Las mujeres, sumidas en la más completa oscuridad, se guiaron por el ruido de las olas contra las piedras, jugándose la vida y sufriendo un severo shock postraumático. María, una mujer adelantada a su tiempo pese a no haber salido nunca de la isla, cree en la libertad individual y en ella misma, por lo que no encaja en esa sociedad machista dominada por los señoritos.
«Esas mujeres eran marineras de primera división y capaces de hacer los mismos trabajos que hacían los hombres [ha señalado Cons]. Aunque la mejor prueba de que el machismo dominaba esa sociedad es que la noche del naufragio no había hombres en la isla porque celebraban el año nuevo en la costa mientras las mujeres cuidaban de los niños y los ancianos.»
Para Cons la película tiene como referencia Los santos inocentes de Mario Camus.

## Filmografía

### Dirección
- 13 badaladas (2009) docuserie tv[14] directora
- La batalla desconocida (2017) documental. dirección, guion y producción ejecutiva
- El caso Diana Quer, 500 días (2018) documental, dirección[8]
- La isla de las mentiras (2020) largometraje, directora y guionista
- ¿Dónde está Marta? (2021) documental, dirección

### Guion
- Lobos sucios (2015) largometraje coguionista y productora ejecutiva
- La batalla desconocida (2017) documental. dirección, guion y producción ejecutiva
- La isla de las mentiras (2020) largometraje, directora y guionista

### Producción
- Lo que ha llovido (TV Movie) (2011) (productora asociada: Continental Producciones
- Eduardo Barreiros, el Henry Ford español (2011) TV movie, productora ejecutiva
- Lobos sucios (2015) largometraje coguionista y productora ejecutiva
- La batalla desconocida (2017) documental. Dirección, guion y producción ejecutiva